# 聖母聖心傳教修女會
聖母聖心傳教修女會（英語：Missionary Sisters of the Immaculate Heart of Mary）是由比利時法蘭德斯修女戴麗雅（英語：Marie Louise De Meester）離鄉背井，遠渡重洋到印度的慕拉古慕都照顧孤兒及棄兒開始。她的精神感動了當時印度、比利時的許多年輕女子，與她一起加入奉獻生活的行列。

## 歷史
戴美德最初於1897年在印度南部慕拉古慕都創立奧斯定傳教女修會（Missionary Canonesses of St. Augustine）。創立修會的初衷便是走向外方傳教，當時戴美德與一些來自比利時的修女成功地在於1910年在菲律賓，1914年在維爾京群島中的聖克洛伊島，和1919年在美國，1920年在非洲比屬剛果（今剛果民主共和國）及1923年中華民國建立修會團體天主教聖母聖心修女會。
天主教教廷於1911年頒賜諭令，誇讚聖奧斯定傳教修女會，由教區修會提昇為宗座直轄修會。於1920年奧斯定傳教女修會傳教士改為直屬傳信部。於1926年會憲，獲傳信部正式批准。
創會修女於在1928年10月10日，因積勞成疾，在比利時魯汶安息主懷。
1963年，奧斯定傳教女修會與男性神父與修士組成的聖母聖心會聯合，改稱為「聖母聖心傳教修女會」( 簡稱為I.C.M.)，以便在靈修與傳教工作上互相幫助。
目前聖母聖心傳教修女會已拓展到巴西、蒲隆地、喀麥隆、加勒比群島、歐洲、瓜地馬拉、香港（已於2022年終止傳教事務）、印度、菲律賓、臺灣、美國及剛果民主共和國等地。

## 外部連結
聖母聖心傳教修女會 （页面存档备份，存于）